# Landelijke Oudervereniging Gezinsproblematiek Adoptie
De Landelijke Oudervereniging Gezinsproblematiek Adoptie (LOGA) is een Nederlandse vereniging voor lotgenotencontact tussen ouders van adoptiekinderen. De officiële oprichtingsvergadering van LOGA vond plaats in oktober 1987.
De doelgroep van LOGA zijn gezinnen die kampen met problemen rond adoptie. De problematiek van jongeren in deze gezinnen bestaat vaak uit een hechtingsstoornis (gerelateerd aan borderline), hun contact met loverboys, gesloten plaatsing, tienerzwangerschap en prostitutie. Als gevolg van deze problematiek verdwijnen veel van deze jongeren ook voor langere tijd spoorloos.
LOGA ondersteunt deze gezinnen onder andere door het samenstellen van een informatiepakket voor aspirant-leden, regionale gespreksgroepen, landelijke themadagen met sprekers, gelegenheid tot contact met andere ouders en een telefonische S.O.S.-dienst. 